# داني بونسي
داني بونسي (بالإسبانية: Dani Ponce)‏ (16 مايو 1991 في إسبانيا - ) هو لاعب كرة قدم إسباني في مركز الهجوم. لعب مع نادي ألكوركون ونادي أويبست ونادي غوادالاخارا ونادي فوينلابرادا وAD Alcorcón B ‏ وCD Coslada ‏ وريال آبلة ‏.

## روابط خارجية
- داني بونسي على موقع قاعدة بيانات كرة القدم.إي يو (الإنجليزية)
- داني بونسي على موقع Soccerway.com (الإنجليزية)